# Гаврилов, Анатолий Иванович
Анатолий Иванович Гаврилов (30 марта [11 апреля] 1869 — 20 марта 1932) — российский революционер, один из руководителей Обуховской обороны.

## Биография
Родился в городе Боровичи (ныне Новгородская область) в дворянской семье. Поступил в Симбирский кадетский корпус, откуда был исключён за нарушение дисциплины. Продолжил образование в Ярославской военной прогимназии. За организацию студенческих волнений отправлен в Саратовскую губернию, в Вольскую военную исправительную прогимназию. За многочисленные нарушения отчислен и из неё. В 1891 году призван на службу в гвардейский флотский экипаж в Петербурге. Из-за постоянных конфликтов с вышестоящими неоднократно подвергался наказаниям и трижды ссылался в Бобруйский дисциплинарный батальон.
После увольнения из армии устроился на работу на Обуховском заводе в Петербурге, где присоединился к социал-демократическому кружку искровцев, вёл пропаганду среди рабочих. В мае 1901 года забастовка на Обуховском заводе переросла в столкновение рабочих с полицией. Эти события вошли в историю под названием Обуховской обороны, руководителями которой были Гаврилов и Анатолий Иванович Ермаков.
После подавления волнений приговорён к 6 годам каторжных работ на Сахалине. На остров отправлен из Одессы морем, причём транспортировался вместе с обычными тяжкими уголовниками. Осенью 1902 года помещён в сахалинскую Рыковскую тюрьму, где политические содержались вместе с уголовными преступниками, выполняли те же работы, подвергались оскорблениям и телесным наказаниям.
В результате Первой русской революции помилован царским манифестом, перечислен в крестьяне (т.к. ранее был лишен прав состояния) и выехал в европейскую часть России. Вёл революционную деятельность в различных регионах и примыкал к эсерам. Участвовал в Февральской и Октябрьской революциях. В 1918 году вступил в РКП(б). С 1923 по 1930 год работал машинистом, после чего вышел на пенсию Общества бывших политкаторжан.